# Börje Wecke
Börje S Wecke, född 1 oktober 1924 i Gårdstånga församling, Malmöhus län, död 22 juli 1999, var en svensk arkitekt.
Wecke, son till snickarmästare Sigfrid Wecke och Olga Svensson, avlade studentexamen i Lund 1945 och utexaminerades från Kungliga Tekniska högskolan 1952. Han var anställd hos arkitekt Hans Westman i Lund 1947–1948, på Gustaf Birch-Lindgrens arkitektkontor 1952, hos Landsbygdens Byggnadsförening i Lund 1953, chef för Landsbygdens Byggnadsförening i Växjö 1956, var stadsarkitekt i Almundsryds köping från 1957 och i Olofströms köping från 1964 samt bedrev egen arkitektverksamhet i Olofström och Växjö från 1964. Han ritade bland annat samhällscentrum i Kosta, Kronobergs läns slakteriers (KLS) kontorshus i Alvesta och yrkesskola i Lenhovda.